# Illa Groais
Groais és una de les illes Grey, l'altra és l'illa Bell. Té una superfície de 41 km² i es troba al costat de la Gran Península del Nord de Terranova, al Canadà.
L'illa està deshabitada, però en el passat havia estat utilitzada pels pescadors bascos i bretons primer, i a partir del segle XVI per inuits. El 1534 foren identificades per Jacques Cartier, mentre que James Cook va visitar l'illa el 7 de juliol de 1754. La costa nord de l'illa Groais té alts penya-segats que s'aixequen a més de 100 metres de l'oceà.
Va rebre el seu nom actual de l'illa de Groix, davant de la costa de Bretanya.